# Llangors
Llangors är en community i Storbritannien.   Den ligger i kommunen Powys och riksdelen Wales, i den södra delen av landet, 220 km väster om huvudstaden London. 
Sjön Llangorse Lake ligger i communityn strax söder om orten Llangors.